# Оебар
Оебар (грч. Oebares) био је персијски војни заповедник који је учествовао у Персијском устанку у служби Кира Великог. Према Ктезију, када је међански цар Астијаг поражен у Екбатани Оебар је наредио да се баци у ланце, али га је Кир ослободио. Поyнато је да је приликом опсаде Сарда Оебар саветовао Киру Великом да персијски војници ходају на моткама како би изгледали као гигантски ратници, што је наводно престрашило грађане лидијског града Сарда и довело до пада града. Када је Кир Велики послао Петисака да доведе Астијага на двор из његове сатрапије Бар-цани, Оебар је покушао да наговори гласника да остави старог краља да умре у пустињи, али када је његов чин откривен наводно се изгладнио до смрти да би избега освету Амитисе (Астијагове ћерке), упркос свим Кировим обећањима како ће бити поштеђен.